# Survie
Survie ist eine Ortschaft und eine ehemalige französische Gemeinde mit 160 Einwohnern (Stand: 1. Januar 2022) im Département Orne in der Region Normandie. Sie gehörte zum Arrondissement Argentan und zum Kanton Argentan-2.
Mit Wirkung vom 1. Januar 2017 wurden die bisherigen Gemeinden Silly-en-Gouffern, Aubry-en-Exmes, Avernes-sous-Exmes, Le Bourg-Saint-Léonard, Chambois, La Cochère, Courménil, Fel, Omméel, Saint-Pierre-la-Rivière, Exmes, Survie, Urou-et-Crennes, Villebadin zu einer Commune nouvelle mit dem Namen Gouffern en Auge zusammengeschlossen und haben in der neuen Gemeinde den Status einer Commune déléguée. Der Verwaltungssitz befindet sich im Ort Silly-en-Gouffern.

## Lage
Nachbarorte von Survie sind Champosoult im Nordwesten, Fresnay-le-Samson im Norden, Aubry-le-Panthou im Nordosten, La Fresnaie-Fayel im Osten, Saint-Pierre-la-Rivière im Süden und Mont-Ormel im Westen.

## Bevölkerungsentwicklung
| Jahr      | 1962 | 1968 | 1975 | 1982 | 1990 | 1999 | 2006 | 2011 | 2015 |
| --------- | ---- | ---- | ---- | ---- | ---- | ---- | ---- | ---- | ---- |
| Einwohner | 226  | 212  | 201  | 161  | 121  | 156  | 153  | 149  | 159  |

## Sehenswürdigkeit
- Kirche Saint-Martin, erbaut 1761

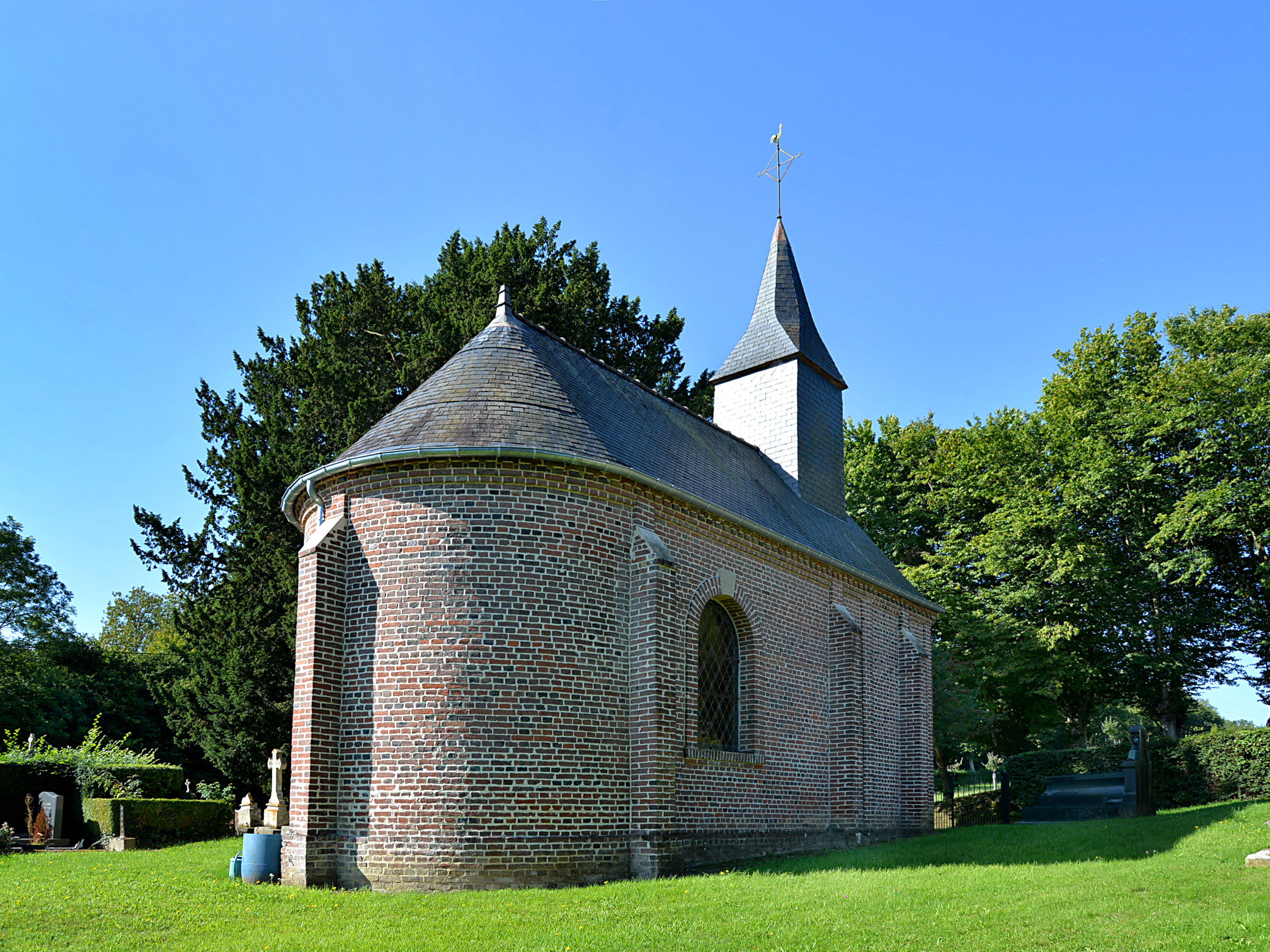
Kapelle Saint-Malo
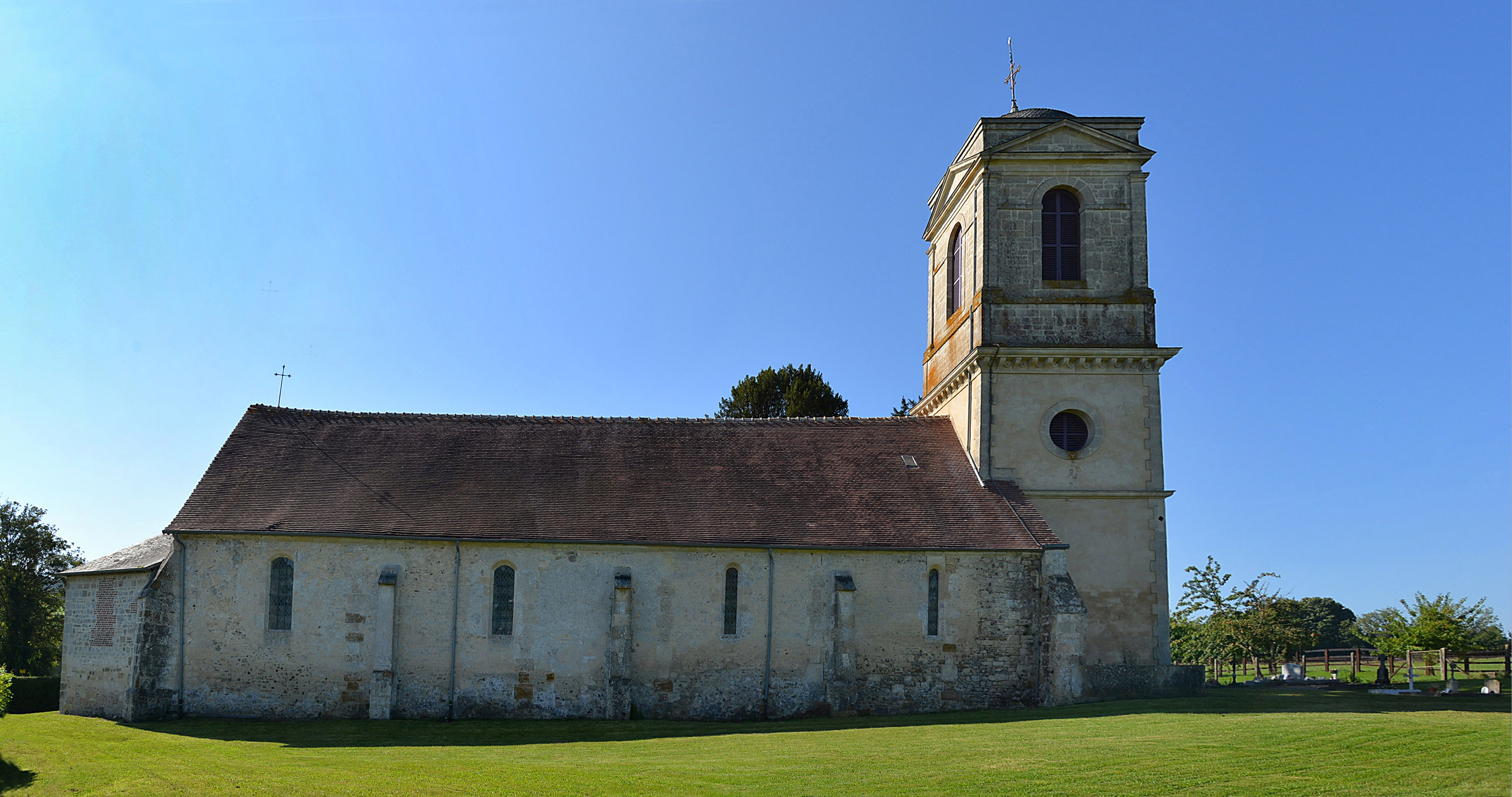
Kirche Saint-Martin

- Kapelle Saint-Malo
- Kirche Saint-Martin